# Plañel
Plañel es un núcleo de población español del municipio de Yeste, perteneciente a la provincia de Albacete, en la comunidad autónoma de Castilla-La Mancha.

## Historia
Hacia mediados del siglo XIX, el lugar, ya por entonces perteneciente a Yeste, tenía contabilizadas 10 casas. Aparece descrito en el decimotercer volumen del Diccionario geográfico-estadístico-histórico de España y sus posesiones de Ultramar de Pascual Madoz de la siguiente manera:

PLAÑEL: cortijada de 10 casas en la prov. de Albacete, part. jud. y térm. jurisd. de Yeste.
(Madoz, 1849, p. 79)

En 2022, el núcleo de población tenía empadronados 27 habitantes.